# Verrucaria griseocinerascens
Verrucaria griseocinerascens är en lavart som först beskrevs av Edvard(Edward) August Vainio, och fick sitt nu gällande namn av Georg Hermann Zschacke. Verrucaria griseocinerascens ingår i släktet Verrucaria, och familjen Verrucariaceae. Arten är reproducerande i Sverige.